# Grande Prêmio Brasil de Atletismo

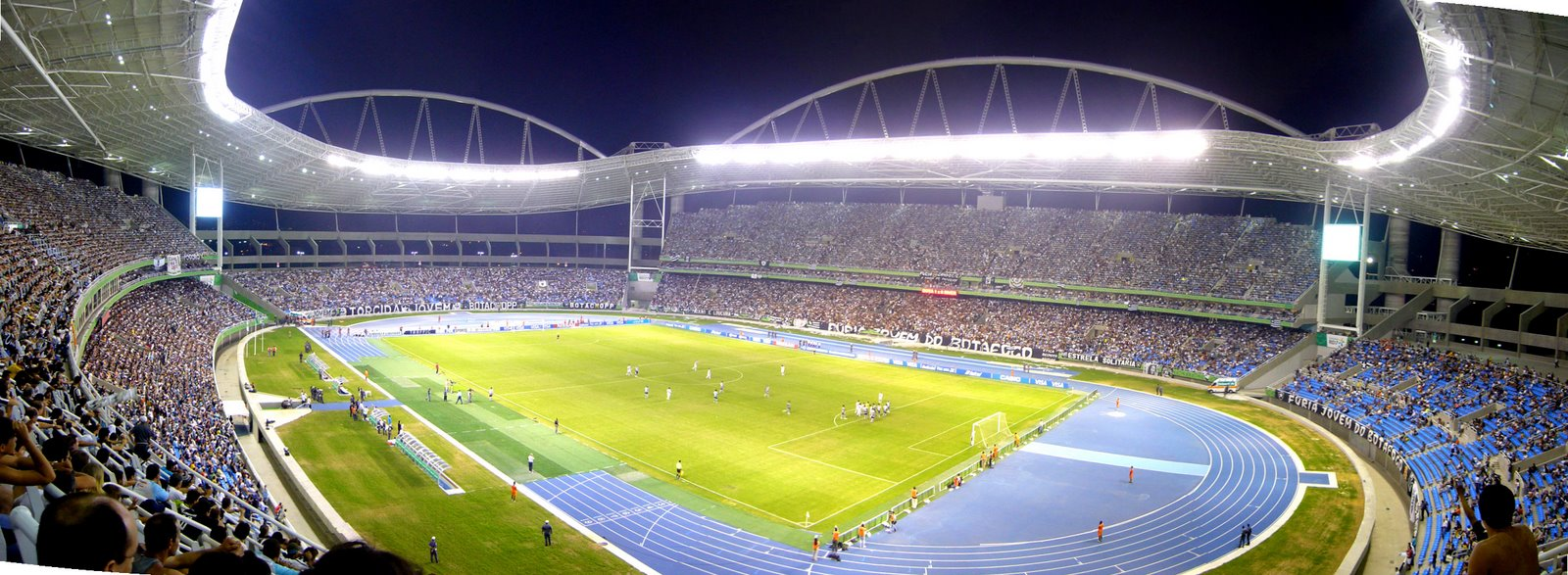
Lo Estádio Olímpico João Havelange di Rio de Janeiro, teatro del meeting dal 2010 al 2012.

Il Grande Prêmio Brasil de Atletismo (per ragioni di sponsorizzazione Grande Prêmio Brasil Caixa de Atletismo) è un meeting internazionale di atletica leggera, inserito nel circuito IAAF World Challenge, che si tiene annualmente nel mese di maggio all'Arena Caixa Atletismo di São Bernardo do Campo, in Brasile.

## Sedi del meeting
Le prime edizioni del meeting si sono disputate nella città di San Paolo, che ha ospitato l'evento dalla sua prima edizione del 1985 a quella del 1995; successivamente la sede è stata spostata a Rio de Janeiro, che è stata sede del meeting nelle edizioni dal 1996 al 2001 e dal 2010 al 2012.
Belém ha ospitato il meeting nelle edizioni dal 2002 al 2009, per tornare ad essere sede ufficiale nel 2013 e 2014. Negli anni dal 2010 al 2012, edizioni in cui la sede era stata nuovamente spostata da Belém a Rio de Janeiro, si è continuato a disputare il Meeting di Belém, che ha assunto la nuova denominazione GP Caixa Governo do Pará ed è stato inserito nel circuito nazionale Brazilian Athletics Tour, venendo organizzato qualche giorno prima del GP del circuito IAAF.
Dal 2016 il meeting si disputa all'Arena Caixa Atletismo di São Bernardo do Campo.

## Edizioni
Di seguito la tabella delle ultime edizioni del meeting.
| Anno | Edizione | Città                 | Stadio                                          | Circuito                  | Dettagli                               |
| ---- | -------- | --------------------- | ----------------------------------------------- | ------------------------- | -------------------------------------- |
| 2006 | XXI      | Belém                 | Estádio Olímpico do Pará                        | IAAF Grand Prix 2006      | Grande Prêmio Brasil de Atletismo 2006 |
| 2007 | XXIII    | Belém                 | Estádio Olímpico do Pará                        | IAAF Grand Prix 2007      | Grande Prêmio Brasil de Atletismo 2007 |
| 2008 | XXIV     | Belém                 | Estádio Olímpico do Pará                        | IAAF Grand Prix 2008      | Grande Prêmio Brasil de Atletismo 2008 |
| 2009 | XXV      | Belém                 | Estádio Olímpico do Pará                        | IAAF Grand Prix 2009      | Grande Prêmio Brasil de Atletismo 2009 |
| 2010 | XXVI     | Rio de Janeiro        | Estádio Olímpico João Havelange                 | IAAF World Challenge 2010 | Grande Prêmio Brasil de Atletismo 2010 |
| 2011 | XXVII    | Rio de Janeiro        | Estádio Olímpico João Havelange                 | IAAF World Challenge 2011 | Grande Prêmio Brasil de Atletismo 2011 |
| 2012 | XXVIII   | Rio de Janeiro        | Estádio Olímpico João Havelange                 | IAAF World Challenge 2012 | Grande Prêmio Brasil de Atletismo 2012 |
| 2013 | XXIX     | Belém                 | Estádio Olímpico do Pará                        | IAAF World Challenge 2013 | Grande Prêmio Brasil de Atletismo 2013 |
| 2014 | XXX      | Belém                 | Estádio Olímpico do Pará                        | IAAF World Challenge 2014 | Grande Prêmio Brasil de Atletismo 2014 |
| 2016 | XXXI     | São Bernardo do Campo | Arena Caixa Atletismo                           | IAAF World Challenge 2016 | Grande Prêmio Brasil de Atletismo 2016 |
| 2017 | XXXII    | São Bernardo do Campo | Arena Caixa Atletismo                           | IAAF World Challenge 2017 | Grande Prêmio Brasil de Atletismo 2017 |
| 2018 | XXXII    | Bragança Paulista     | National Athletics Development Centre’s Stadium | IAAF World Challenge 2018 | Grande Prêmio Brasil de Atletismo 2018 |
| 2019 | XXXIV    | Bragança Paulista     | National Athletics Development Centre’s Stadium | IAAF World Challenge 2019 | Grande Prêmio Brasil de Atletismo 2019 |

## Record del meeting

### Maschili
| Specialità             | Record             | Atleta                  | Nazionalità       | Data           | Note |
| ---------------------- | ------------------ | ----------------------- | ----------------- | -------------- | ---- |
| 100 m piani            | 9"99 (-0,3 m/s)    | Daniel Bailey           | Antigua e Barbuda | 24 maggio 2009 |      |
| 200 m piani            | 20"02 (+0,5 m/s)   | Michael Johnson         | Stati Uniti       | 19 maggio 1991 |      |
| 400 m piani            | 44"45              | Leonard Byrd            | Stati Uniti       | 5 maggio 2002  |      |
| 800 m piani            | 1'44"52            | Gilbert Kipchoge        | Kenya             | 25 maggio 2008 |      |
| 1000 m piani           | 2'18"70            | Justus Koech            | Kenya             | 21 maggio 2006 |      |
| 1500 m piani           | 3'34"99            | Noureddine Morceli      | Algeria           | 3 maggio 1998  |      |
| 3000 m piani           | 7'43"15            | Simon Chemoiywo         | Kenya             | 14 maggio 1995 |      |
| 5000 m piani           | 13'17"64           | Abraham Chebii          | Kenya             | 23 maggio 2010 |      |
| 10000 m piani          | 28'21"25           | Robert Sigei Kipngetich | Kenya             | 24 maggio 2009 |      |
| 110 m ostacoli         | 13"30 (-0,8 m/s)   | Jack Pierce             | Stati Uniti       | 19 maggio 1995 |      |
| 110 m ostacoli         | 13"30 (+0,5 m/s)   | Redelen Melo dos Santos | Brasile           | 22 maggio 2005 |      |
| 400 m ostacoli         | 48"12              | Samuel Matete           | Zambia            | 4 maggio 1996  |      |
| 3000 m siepi           | 8'26"95            | Patrick Langat          | Kenya             | 25 maggio 2008 |      |
| Salto in alto          | 2.36 m             | Javier Sotomayor        | Cuba              | 21 maggio 1994 |      |
| Salto con l'asta       | 5.92 m             | Dean Starkey            | Stati Uniti       | 21 maggio 1994 |      |
| Salto in lungo         | 8.51 m             | Roland McGhee           | Stati Uniti       | 14 maggio 1995 |      |
| Salto triplo           | 17.90 m (+0,4 m/s) | Jadel Gregório          | Brasile           | 20 maggio 2007 |      |
| Getto del peso         | 21.82 m            | Darlan Romani           | Brasile           | 3 giugno 2017  |      |
| Lancio del disco       | 67.02 m            | Attila Horváth          | Ungheria          | 19 maggio 1991 |      |
| Lancio del giavellotto | 88.20 m            | Jan Železný             | Rep. Ceca         | 14 maggio 1995 |      |
| Lancio del martello    | 79.90 m            | Primož Kozmus           | Slovenia          | 24 maggio 2009 |      |

### Femminili
| Specialità             | Record             | Atleta                   | Nazionalità | Data              | Note |
| ---------------------- | ------------------ | ------------------------ | ----------- | ----------------- | ---- |
| 100 m piani            | 11"05 (+1,7 m/s)   | Ana Claudia Lemos Silva  | Brasile     | 12 maggio 2013    |      |
| 200 m piani            | 22"43 (-2,0 m/s)   | Gwen Torrence            | Stati Uniti | 14 maggio 1995    |      |
| 400 m piani            | 50"38              | Rochelle Steves          | Stati Uniti | 17 maggio 1992    |      |
| 800 m piani            | 1'57"38            | Maria Mutola             | Mozambico   | 16 maggio 1993    |      |
| 1500 m piani           | 4'12"03            | Mardrea Hayman           | Giamaica    | 5 maggio 2002     |      |
| 3000 m piani           | 8'52"16            | Daisy Jepkemei           | Kenya       | 28 aprile 2019    |      |
| 100 m ostacoli         | 12"64 (+0,7 m/s)   | Brigitte Foster          | Giamaica    | 5 maggio 2002     |      |
| 400 m ostacoli         | 53"56              | Lashinda Demus           | Stati Uniti | 22 maggio 2005    |      |
| 3000 m siepi           | 9'31"03            | Salima El Ouali Alami    | Marocco     | 19 maggio 2012    |      |
| Salto in alto          | 2.00 m             | Stefka Kostadinova       | Bulgaria    | 21 settembre 1986 |      |
| Salto con l'asta       | 4.75 m             | Fabiana de Almeida Murer | Brasile     | 23 maggio 2010    |      |
| Salto in lungo         | 7.10 m (+1,6 m/s)  | Inessa Kravets           | Ucraina     | 20 maggio 1990    |      |
| Salto triplo           | 14.81 m (+1,7 m/s) | Trecia Smith             | Giamaica    | 22 maggio 2005    |      |
| Getto del peso         | 20.73 m            | Vita Pavlysh             | Ucraina     | 4 maggio 1997     |      |
| Lancio del disco       | 66.67 m            | Yelena Antonova          | Ucraina     | 14 maggio 2000    |      |
| Lancio del giavellotto | 62.33 m            | Osleidys Menéndes        | Cuba        | 21 maggio 2006    |      |
| Lancio del martello    | 78.00 m            | Anita Włodarczyk         | Polonia     | 3 giugno 2017     |      |